# WiMP
WiMP (Wireless Music Player) – duński serwis muzyczny, działający od 19 lutego 2010 do marca 2015.
WiMP oferował swoim użytkownikom dostęp do muzyki w strumieniu za pomocą oprogramowania dostosowanego do systemów operacyjnych Microsoft Windows i OS X oraz na urządzeniach mobilnych Android, iOS, Windows Phone, Symbian, MeeGo, Apple TV, Sonos, Bluesound i innych. Pozwalał na słuchanie na żądanie muzyki z wielu wytwórni płytowych, zarówno tych wielkich, jak i tych bardziej niezależnych.
Serwis umożliwiał tworzenie własnych playlist spośród ponad 23 milionów tytułów i dostępny był w krajach takich jak Norwegia, Szwecja, Dania, Niemcy i Polska. W styczniu 2013 serwis rozpoczął w Polsce współpracę z siecią telefonii komórkowej Play.
Aplikacja umożliwiała scrobblowanie odsłuchanych utworów do serwisu last.fm.
W styczniu 2015 serwis WiMP został zakupiony od firmy Aspiro przez Jaya Z, a w marcu 2015 zintegrowany z serwisem Tidal i tym samym przestał istnieć niezależnie.